# Награда „Милорад Панић-Суреп”
Награда „Милорад Панић-Суреп” је награда која се додељује у циљу давања признања појединцима и колективима за постигнуте резултате у развоју библиотекарства. Додељује је Заједница матичних библиотека Србије у сарадњи са Библиотекарским друштвом Србије. Установљена је 16. децембра 1968. године на првој редовној скупштини Заједнице, тако да се време оснивања и почетка организоване активности Заједнице поклапа са постојањем ове награде, као највишег друштвеног признања у библиотечкој струци.

## О Награди
Награда се библиотекама додељује за запажене резултете на унапређењу библиотечке струке, богаћењу књижних фондова, проширењу и оплемењивању библиотечких просторија и ширењу мреже библиотека., а појединцима за значајне резултете у раду у Библиотеци, унапређењу библиотекарства и на друштвеној афирмацији библиотекарског позива.
Названа је именом Милорада Панића-Сурепа у част заслужног писца и културног посленика који је цео свој стваралачки век провео у настојању да се открију трајне вредности националне културне баштине, а такође је једно време био на дужности управника Народне библиотеке Србије. Његовим доласком на чело ове установе почела је изградња нове зграде Библиотеке (стара зграда Библиотеке уништена је током немачког бомбардовања Београда, априла 1941. године).
На повељи која се додељује уз награду, записане су надахнуте Сурепове речи о књизи: „Чујем родну реч како нам одзвања из дубине од десет векова”.

## Историјат
Награда „Милорад Панић-Суреп” установљена је 16. децембра 1968. године на првој редовној скупштини Заједнице библиотека Србије. Идеја оснивача награде је била де се и у овој области друштвеног рада подстакне стваралаштва као и у другим сферама материјалне и духовне културе народа. Награда је први пут додељена 25. јуна 1971. године у свечаној сали Коларчевог народног универзитета у прируству већег броја културних и јавних радника и библиотекара. Свечаност предаје прве награде организована је у предаху одржавања Скупштине Заједиице матичних библиотека Србије на којој је донет Десетогодишњи програм развоја библиотекарства у Републици, програм осавремењавања и модернизације библиотекарства као великог и јединственог информативно-документационог и образовно-научног система.

### Први добитници награде 1971. године
Библиотеке:
- Матична библиотека „Светозар Марковић”, Зајечар
- Матична библиотека "Радоје Домановић", Лесковац
- Матична библиотека „Глигорије Возаревић”, Сремска Митровица
- Јавна библиотека "Миладин Поповић", Приштина
- Матична библиотека "Ђорђе Јовановић, Београд

Библиотечки радници:
- Павле Малетин, Библиотека Матице српске, Нови Сад
- Олга Перић, Библиотека града Београда, Београд
- Нада Стевин, Народна библиотека Србије, Београд
- Миодраг Јовановић, Народна библиотека „Стеван Сремац”, Ниш
- Синиша Јовановић, Народна библиотека, Пирот[3]